# Фигурное катание на зимних Олимпийских играх 1980
Соревнования по фигурному катанию на зимних Олимпийских играх 1980 прошли с 16 по 23 февраля в Лейк-Плэсиде (США).

## Медалисты
| Дисциплина                | Золото                                       | Серебро                                   | Бронза                                  |
| Мужское одиночное катание | Робин Казинс Великобритания                  | Ян Хоффман ГДР                            | Чарльз Тикнер США                       |
| Женское одиночное катание | Анетт Пётч ГДР                               | Линда Фратиани США                        | Дагмар Лурц ФРГ                         |
| Парное катание            | СССР · Ирина Роднина · Александр Зайцев      | СССР · Марина Черкасова · Сергей Шахрай   | ГДР · Мануэла Магер · Уве Беверсдорф    |
| Танцы на льду             | СССР · Наталья Линичук · Геннадий Карпоносов | Венгрия · Кристина Регёци · Андраш Шаллаи | СССР · Ирина Моисеева · Андрей Миненков |

## Неофициальный командный зачёт
| Место | Страна         | Золото | Серебро | Бронза | Всего |
| ----- | -------------- | ------ | ------- | ------ | ----- |
| 1     | СССР           | 2      | 1       | 1      | 4     |
| 2     | ГДР            | 1      | 1       | 1      | 3     |
| 3     | Великобритания | 1      | 0       | 0      | 1     |
| 4     | США            | 0      | 1       | 1      | 2     |
| 5     | Венгрия        | 0      | 1       | 0      | 1     |
| 6     | ФРГ            | 0      | 0       | 1      | 1     |

## Участники
В четырёх спортивных дисциплинах приняли участие 86 спортсменов (41 мужчина и 45 женщин) из 20 стран.
| - Австралия (2) - Австрия (3) - Великобритания (9) - Венгрия (2) - ГДР (7) - Испания (1) - Италия (2) - Канада (6) - Китай (2) - СССР (16) | - США (16) - Финляндия (2) - Франция (1) - ФРГ (7) - Чехословакия (2) - Швейцария (2) - Швеция (1) - Югославия (1) - Республика Корея (1) - Япония (3) |

## Факты
- В соревнованиях по фигурному катанию на Играх 1980 года принимало участие рекордное количество спортивных делегаций из 20 стран Европы, Северной Америки, Азии и Австралии с Океанией.
- Самой молодой фигуристкой на Олимпиаде-1980 стала Сьюзан Гарланд из Великобритании, выступающая в спортивной паре с Робертом До, ей было на тот момент всего 13 лет и 292 дня.
- Самой старшей участницей на Олимпиаде-1980 была Ирина Роднина из СССР, выступающая в спортивной паре с Александром Зайцевым, ей было 30 лет и 157 дней.
- На Олимпийских играх 1980 года спортивная делегация из Венгрии состояла лишь из фигуристов (танцевальная пара), и они выиграли серебряную медаль.